# L'Homme à l'oreille cassée (roman)
Pour les articles homonymes, voir L'Homme à l'oreille cassée.
L'Homme à l'oreille cassée est un roman d'Edmond About publié en 1862.
Il a été adapté au cinéma en 1934 par Robert Boudrioz.

## Résumé
En 1859, Renault revient à Fontainebleau après trois années passées en Russie comme ingénieur des mines. 
Dans ses bagages, il ramène en particulier, une momie, créée quarante ans plus tôt par un Prussien, le professeur Meiser, qui défend une théorie révolutionnaire. Comme pour les animaux cellulaires, il pense qu'en enlevant l'eau d'un corps, celui-ci sera dessiqué, en stase stable mais intact, et qu'il suffira de le réhydrater pour le ressusciter.

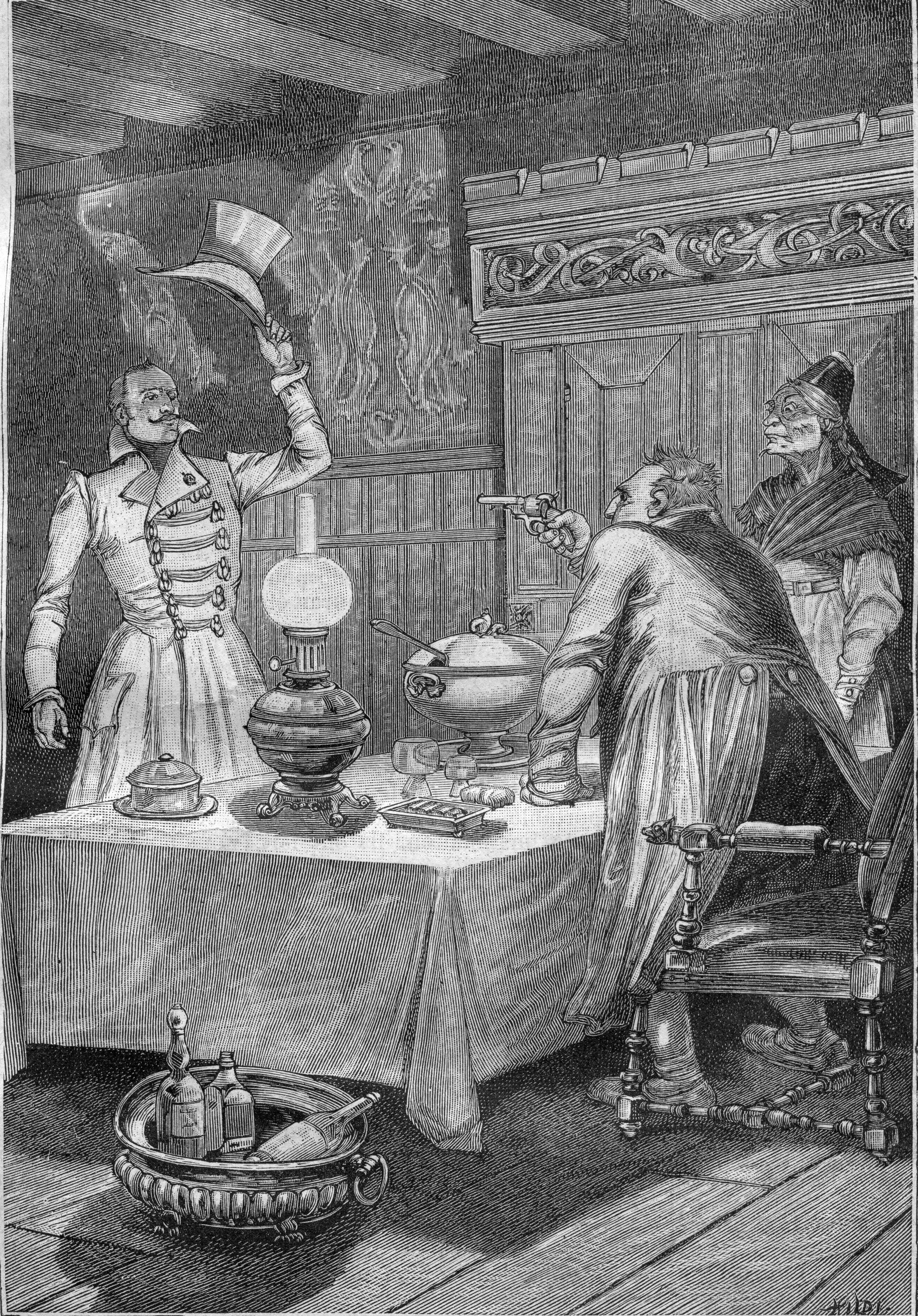
Entrée de Fougas chez Messer, gravure de Hildibrand.

En 1813, le professeur a expérimenté sa théorie sur un officier français, prisonnier de guerre et soupçonné d'espionnage, le colonel Pierre-Victor Fougas. Malheureusement, l'expérience a été stoppée et, en 1859, quarante six ans après, Renault  acquiert cette momie et sa boite « pour le prix d'un cheval de remonte »... La momie est dans un état de conservation tellement impeccable qu'elle impressionne durablement la fiancée de Renault qui se prend de passion pour ce presque-vivant. Une maladresse de Renault a pour résultat de déchirer un morceau d'oreille. Mais celle-ci, envoyée à un disciple du professeur Meiser, dûment réhydratée, redevient un tissu vivant. Dès lors, il n'y a qu'un pas pour ressusciter le colonel Fougas : quand celui-ci se réveille, il a toujours 24 ans et il est en pleine épopée napoléonienne...
Il ira voir Napoléon III à Paris, puis son fils et ses petits enfants à Nancy. Renault épouse sa petite-fille Clémentine, mais les dégâts de la dessiccation sont importants et son état se dégrade.

## Inspiration
Apparenté à la fois aux genres de la comédie et de la science-fiction, ce roman d'imagination scientifique explore sur le mode burlesque les conséquences de la résurrection scientifique inspirée des travaux du biologiste Charles Robin.

## Adaptations au cinéma
- L'Uomo dall'orecchio mozzato (film muet de Ubaldo Maria Del Colle, 1916)
- L'Homme à l'oreille cassée (Robert Boudrioz, 1934)
- Your Favorite Story (Saison ? - Épisode ?? : The Man with the Broken Ear) (Épisode série TV) (1954)
- L'Homme à l'oreille cassée (téléfilm) (Vicky Ivernel, 1960)